# Micronetinae
Micronetinae es una subfamilia de arañas araneomorfas de la familia Linyphiidae. 

## Géneros
- Abiskoa - Acanthoneta - Agnyphantes - Agyneta - Agyphantes - Anguliphantes - Anibontes - Antrohyphantes - Arcuphantes - Ascetophantes - Bifurcia - Birgerius - Bolephthyphantes - Bolyphantes - Bordea - Canariphantes - Capsulia - Centromerus - Centrophantes - Claviphantes - Cornicephalus - Crispiphantes - Decipiphantes - Denisiphantes - Doenitzius - Drapetisca - Eldonnia - Epigyphantes - Episolder - Fageiella - Fistulaphantes - Flagelliphantes - Floronia - Formiphantes - Helophora - Helsdingenia - Herbiphantes - Himalaphantes - Improphantes - Incestophantes - Indophantes - Kagurargus - Labullula - Lepthyphantes - Lidia - Locketidium - Lotusiphantes - Macrargus - Mansuphantes - Maorineta - Maro - Martensinus - Megalepthyphantes - Meioneta - Mesasigone - Microneta - Midia - Molestia - Mughiphantes - Neonesiotes - Nesioneta - Nippononeta - Nothophantes - Obscuriphantes - Oreonetides - Oreophantes - Oryphantes - Palliduphantes - Parameioneta - Parawubanoides - Piniphantes - Poeciloneta - Rhabdoria - Ryojius - Saaristoa - Sachaliphantes - Spiralophantes - Syedra - Tallusia - Tapinocyboides - Tapinopa - Tchatkalophantes - Tennesseellum - Tenuiphantes - Theoa - Theoneta - Theonina - Troglohyphantes - Typhlonyphia - Vagiphantes